# 신재범
신재범(愼在範, 1960년 2월 29일 ~ )은 대한민국의 제4·5·6·8대 경상남도 하동군의원이다.

## 학력
- 북평국민학교 졸업
- 옥종중학교 졸업
- 진주상업고등학교 졸업
- 한국국제대학교 경영학부 졸업

## 경력
- 진주전문대 총학생 회장
- 옥종면 자율방범대 총무
- 옥종면 새마을 협의회장
- 옥종면 청년 회장
- 하동군 재향군인회 부회장
- 옥종면 의용소방대장
- 하동군 새마을지회 이사
- 하동군 태권도 협회장
- 하동군 체육회 부회장
- 2002.07 ~ 2006.06 제4대 경상남도 하동군의회 의원
- 2002.07 ~ 2004.07 제4대 경상남도 하동군의회 전반기 의회운영위원회 위원장
- 2004.07 ~ 2006.06 제4대 경상남도 하동군의회 후반기 의회운영위원회 위원장
- 2006.07 ~ 2010.06 제5대 경상남도 하동군의회 의원
- 2006.07 ~ 2008.07 제5대 경상남도 하동군의회 전반기 부의장
- 2008.07 ~ 2010.06 제5대 경상남도 하동군의회 후반기 부의장
- 2010.07 ~ 2012.06 제6대 경상남도 하동군의회 의원
- 2010.07 ~ 2012.06 제6대 경상남도 하동군의회 전반기 운영위원회 위원
- 2010.07 ~ 2012.06 제6대 경상남도 하동군의회 전반기 산업건설위원회 위원
- 2018.07 ~ 2022.06 제8대 경상남도 하동군의회 의원
- 2018.07 ~ 2020.07 제8대 경상남도 하동군의회 전반기 의장
- 2020.07 ~ 2022.06 제8대 경상남도 하동군의회 후반기 산업건설위원회 위원
- 2020.07 ~ 2022.06 제8대 경상남도 하동군의회 후반기 예산결산특별위원회 위원

## 역대 선거 결과
|  | 56.82% |

|  | 29.41% |

|  | 23.50% |

|  | 35.22% |

|  | 36.97% |